# Crassula campestris
Crassula campestris är en fetbladsväxtart som först beskrevs av Christian Friedrich Frederik Ecklon och Zeyh., och fick sitt nu gällande namn av Stephan Ladislaus Endlicher och Wilhelm Gerhard Walpers. Crassula campestris ingår i släktet krassulor, och familjen fetbladsväxter. Inga underarter finns listade i Catalogue of Life.